# Sharon Dennis Wyeth
Sharon Dennis Wyeth é uma poetisa norte-americana e autora de vários livros infantis. Ela é mais conhecida por Evette: The River and Me, que conta a história de uma jovem, Evette, que se inspira a limpar o afluente poluído em que sua avó nadou uma vez. A ficção de Wyeth foi a base para a primeira boneca birracial American Girl, parte de sua coleção World By Us. Evette: The River and Me deriva da infância de Wyeth em Washington, D.C., onde ela cresceu nadando no rio Anacostia, em parte porque os negros de Washington foram assediados quando tentaram acessar piscinas comunitárias desagregadas.

## Primeiros anos
Wyeth foi criada em Washington, D.C. e se formou na Anacostia High School em 1966. Ela então frequentou a Universidade de Harvard, obtendo seu bacharelado em uma disciplina combinada de sociologia, psicologia e antropologia. Mais tarde, Wyeth trabalhou como conselheira familiar na cidade de Nova Iorque. Foi lá que ela abriu uma companhia de teatro e começou a escrever romances antes de se concentrar em livros para jovens leitores.

## Carreira
O livro infantil de Wyeth, Boys Wanted, o primeiro da série Pen Pal's, foi publicado em 1989. Durante a década de 1990, ela escreveu vários livros, incluindo Once on This River, The World of Daughter McGuire, Always My Dad e The Winning Stroke.
Em 2004, Wyeth publicou Orphea Proud, que é narrado por Orphea, de dezessete anos. É ambientado em um palco da cidade de Nova Iorque, onde Orphea realiza um monólogo que descreve a perda precoce de seus pais, como ela se apaixonou por sua melhor amiga, Lissa, e as consequências relacionadas ao trágico acidente de carro de Lissa e ao irmão homofóbico de Orphea.
Orphea Proud é um dos muitos livros escritos por autores que são LGBTQIA+, mulheres ou pessoas de cor a serem contestados pelos distritos escolares locais como sendo inadequados e considerados para banimento.
Em 2022, Wyeth publicou Juneteenth: Our Day of Freedom, não ficção para crianças sobre o Dia da Emancipação, 1865. Os outros livros infantis de Wyeth incluem: Something Beautiful, A Piece of Heaven e The Granddaughter Necklace.
Wyeth é professora associada visitante na Hollins University em Roanoke, Virgínia.

## Reconhecimento
Wyeth é membro da bolsa Cave Canem de poetas afro-americanos. Seu livro ilustrado, Something Beautiful, foi eleito o Livro Notável do Children's Book Council e o Melhor Livro do Ano da Parents Magazine.
Em 2005, Wyeth foi finalista do Prêmio Literário Lambda de Literatura Infantil e Juvenil por seu livro, Orphea Proud.
Seu livro, Evette: The River and Me, ganhou o prêmio de melhor brinquedo Good Housekeeping em 2021 junto com a boneca American Girl que a acompanha, Evette Peeters.